# Вознесенье (Тверская область)
Вознесенье — деревня в Кашинском городском округе Тверской области России. 

## География
Деревня находится в 36 км на юго-запад от города Кашина.

## История
В 1785 году в селе была построена деревянная Вознесенская церковь, метрические книги с 1780 года. В 1910 году вместо прежней деревянной на средства купца Рускова построена кирпичная пятиглавая однопрестольная церковь с ярусной колокольней. Церковь была закрыта в 1940-х годах. 
В конце XIX — начале XX века село входило в состав Славковской волости Кашинского уезда Тверской губернии. 
С 1929 года деревня входила в состав Матинского сельсовета Кашинского района Бежецкого округа Московской области, с 1935 года — в составе Калининской области, с 1994 года — в составе Верхнетроицкого сельского округа, с 2005 года — в составе Верхнетроицкого сельского поселения, с 2018 года — в составе Кашинского городского округа.

## Население
| 1859 | 1889 | 2002 | 2010 |
| ---- | ---- | ---- | ---- |
| 279  | ↗319 | ↘13  | ↘9   |

## Достопримечательности
В деревне расположена недействующая Церковь Вознесения Господня (1910).